# Burlington (Indiana)
Burlington – miasto w Stanach Zjednoczonych, w stanie Indiana, w hrabstwie Carroll.